# 2435 Horemheb
2435 Horemheb је астероид главног астероидног појаса са средњом удаљеношћу од Сунца која износи 2,203 астрономских јединица (АЈ).
Апсолутна магнитуда астероида је 14,9.